# الأردن في دورة ألعاب غرب آسيا 2005
شاركت الأردن في دورة ألعاب غرب آسيا التي أقيمت في الدوحة بقطر في الفترة من 1 ديسمبر 2005 إلى 10 ديسمبر 2005 واحتلت المرتبة الثامنة برصيد ثلاث ميداليات ذهبية و11 ميدالية فضية في هذه النسخة من دورة ألعاب غرب آسيا.